# Abdugani Abdullayev
Abdugani Abdullayev (Ferganá, RSS Uzbekistán, 25 de junio de 1953-Taskent, Uzbekistán, 18 de diciembre de 2017) fue un maestro tallador de madera en la Empresa de Producción Artística Kokand de la Asociación Creativa Republicana "Usto". Recibió el título de Maestro del Pueblo de Uzbekistán en 1999 y fue honrado como Héroe de Uzbekistán en 2006.

## Biografía
Nació en 1953 en la Región de Fergana. Los padres de Abdugani Abdullaev eran artesanos. Su primer gran proyecto implicó la elaboración de más de 20 puertas, portones y vallas talladas para el edificio del Teatro Olim Khodjaev. Desde 1973 participó en exposiciones internacionales mostrando sus obras de arte tanto en Uzbekistán como en el extranjero. Desde 1983, trabajó como tallador de madera, creando columnas, puertas, portones y vallas adornadas con intrincadas tallas islámicas para varios edificios públicos, como el restaurante Mubarak, el teatro Karshi y otros. Dirigió el trabajo de talla en madera en el complejo Imam al-Bukhari y, junto con sus alumnos, creó ivans y hauzes, decorándolos hábilmente según las tradiciones uzbecas. Estuvo involucrado en la talla de madera durante la restauración de los mausoleos de Bahauddin Naqshband (Región de Bujará) y del Imam Bukhari (Región de Samarcanda), así como en la construcción del Museo de las Víctimas de la Represión (Taskent), el complejo del Callejón de la Memoria y el complejo Burkhaniddin. Complejo Margiloni (Región de Ferganá). 
Abdugani Abdullaev se centró en restaurar patrones únicos que desaparecían e introdujo nuevos estilos en la práctica. En 1999 recibió el título de Maestro del Pueblo de la República de Uzbekistán.  El 25 de agosto de 2006 fue honrado con el título de "Héroe de Uzbekistán". 
Abdugani Abdullaev falleció el 18 de diciembre de 2017 en Taskent .